# Serverus Jjumba
Serverus Jjumba (ur. 2 sierpnia 1962 w Katinnyondo-Kyannamukaala) – ugandyjski duchowny rzymskokatolicki, biskup diecezjalny Masaki od 2019.

## Życiorys

### Prezbiterat
Święcenia kapłańskie przyjął 20 czerwca 1992 i został inkardynowany do diecezji Masaka. Po rocznym stażu wikariuszowskim został wychowawcą oraz ekonomem w niższym seminarium duchownym. W 2000 mianowany ekonomem diecezjalnym, a w 2014 wikariuszem generalnym.

### Episkopat
16 kwietnia 2019 roku został mianowany przez papieża Franciszka biskupem diecezji Masaka. Sakry udzielił mu 6 lipca 2019 biskup John Baptist Kaggwa.